# Подгайчики (Львовский район)
Подгайчики (укр. Підгайчики) — село в Глинянской городской общине Львовского района Львовской области Украины. Население составляет 638 человек по данным переписи 2001 года.
Подгайчики расположены при пути Львов — Тернополь — Кропивницкий, в 37 км к западу от Золочева. Население в 1900 г. — 793 человека; в 1943 — 801 человек; в 1968 — 1109 человек.
В селе СОШ I—II степеней.
Впервые в письменных источниках Подгайчики упомянуто в 1397 году.

## Религиозная жизнь села
Есть свидетельства, что первая церковь на территории, где находится село, существовала еще задолго до первого письменного упоминания о самом селе в 1337 году.

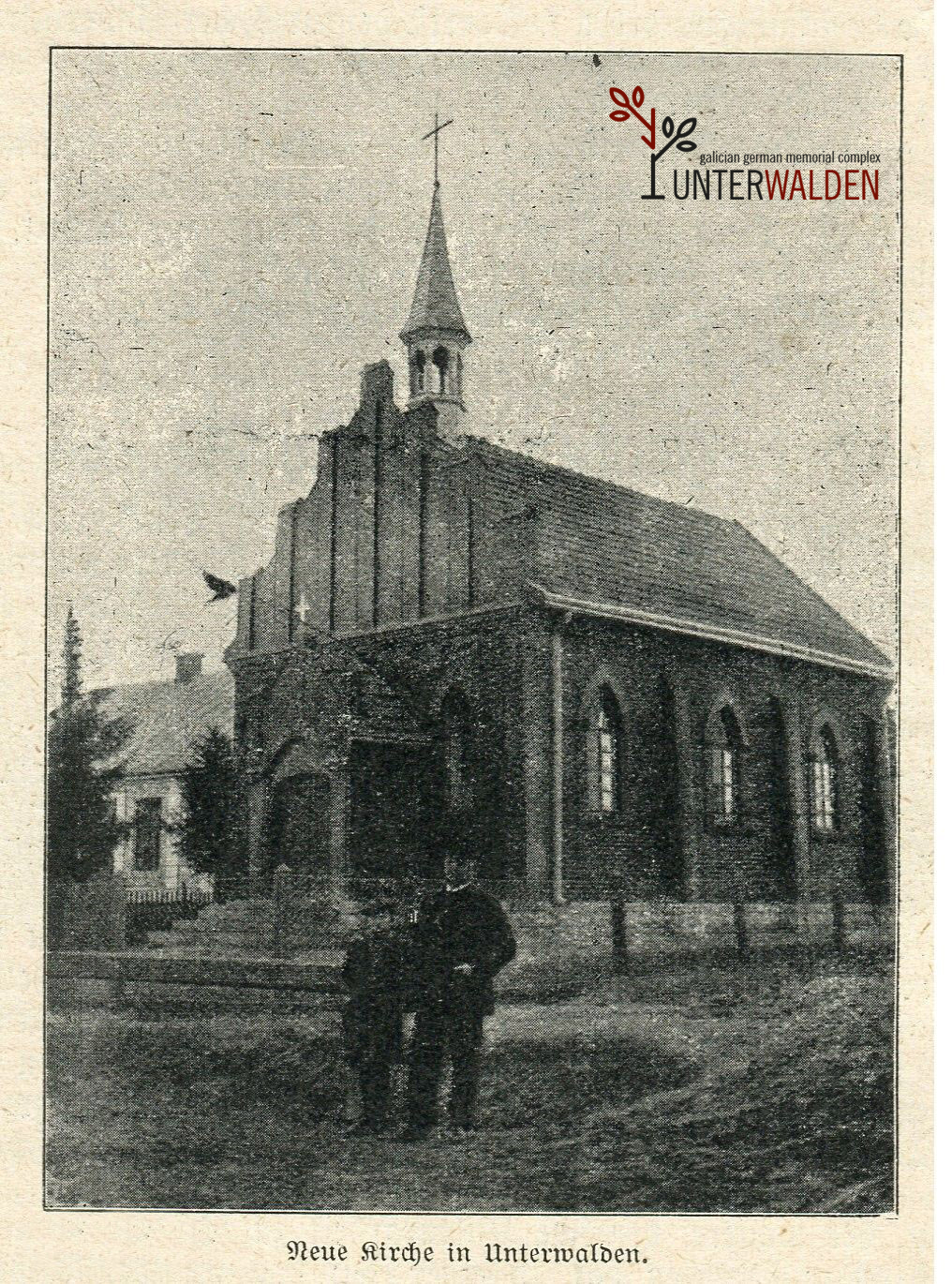
Лютеранская церковь в 1911 году

Так по истории села, которую упорядочил М. В. Яремчишин, известно, что после монголо-татарского нашествия (возможно, 1241 г.) от храма осталось только 5 каменных плит (по другим источникам, это надгробные плиты). Сейчас из них сохранилась только две. Интересно, что до наших дней на одной из них сохранился выдолбленный на южной стороне крест.
Вот что рассказывает сам Михаил Яремчишин: «В 1938 году я во время копания глубокой ямы в конце своего огорода примерно на глубине одного метра наткнулся на горшок черного цвета. Поврежденный лопатой он раскололся и я нашел в нем сожжены кости и мелкие куски обгоревшего хвороста. Горшок я закопал на том месте, где и нашел. Мой сын Петр в начале 60-х годов пытался этот горшок отыскать, однако нашел другой, был немного меньше предыдущего и уже расколот.»
Из вышеприведённого можно сделать вывод, что церковь была деревянной, поскольку никаких следов от неё нет, конечно кроме этого загадочного камня, который уже покрыт легендами.
Важную роль в духовной жизни сыграл православный монастырь. К сожалению, дата основания монастыря неизвестна, но известно, что монастырь владел около 1500 га земли, имел свою водяную мельницу, здешние крестьяне выполняли в его пользу феодальные повинности.
Согласно документам Львовского областного архива в 1603 году Андрей Лагодовский и его жена Зофия Тисзвок продали за 35,3 тысяч польских злотых великому коронному гетману Речи Посполитой Яну Замойскому с. Подгайчики, с. Погорельцы, с. Станимир, с. Туркотин.
Он ликвидировал православный монастырь и заложил католический (Кляристок) и построил костел. Но и этот монастырь прекращает существование в 1782 году в результате церковной реформы австрийского императора Иосифа II. Земли монастыря после ликвидации были разделены.
Часть выделили на поселение колонистов из южной Германии — Швабии. Жилые дома колонистов построены с разобранного монастыря. А святыней для немцев послужило помещение костела, в котором была обустроена кирха.

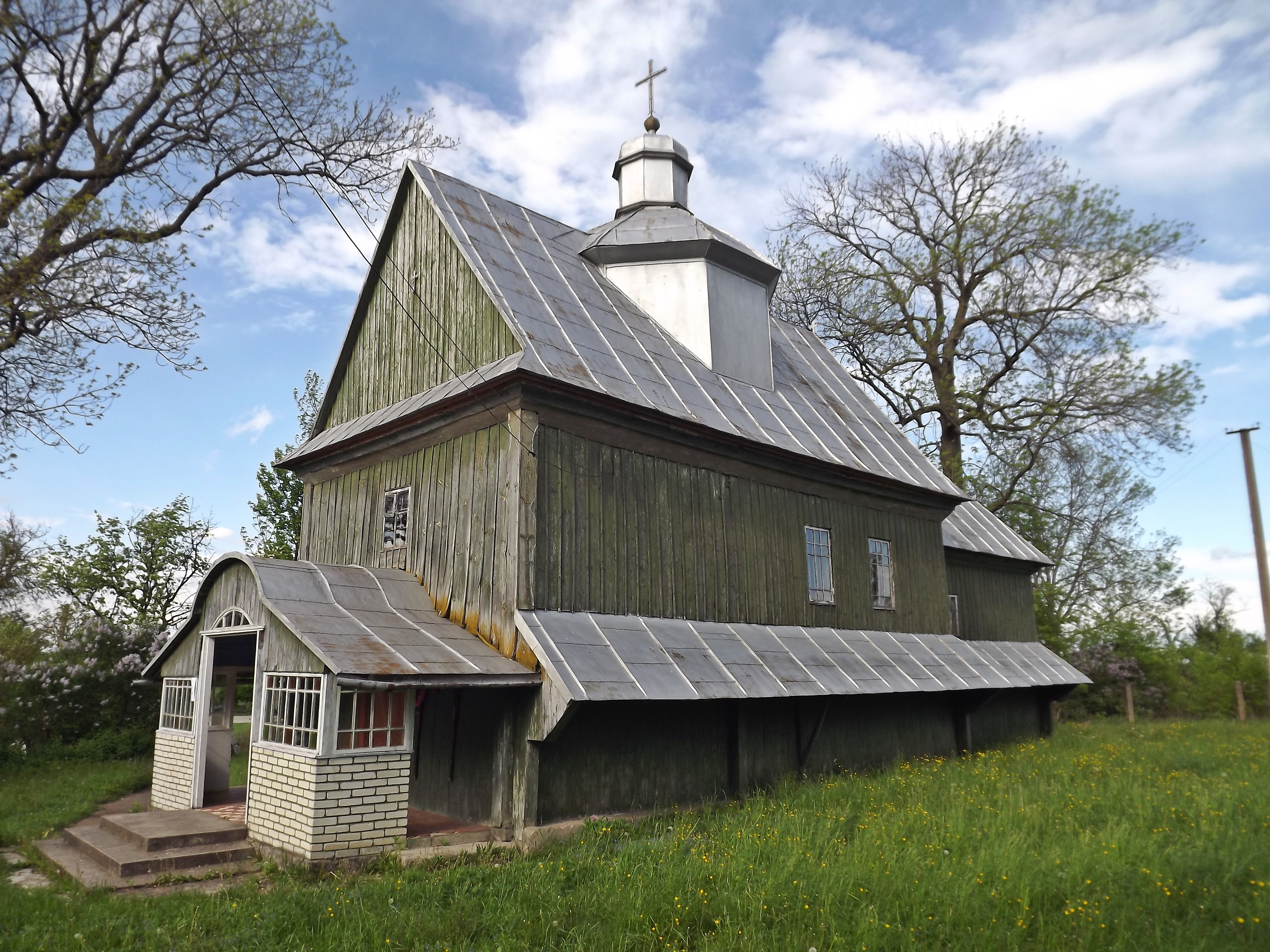
Старая Покровская церковь, 1765

Деревянная церковь Покрова Пресвятой Богородицы 1765 года также имеет интересную историю. Известно, что святыня была построена в Карпатах и впоследствии перевезена в Подгайчики. Церковь построена в византийском стиле и является шедевром гуцульских мастеров. Чуть позже у храма появилась и колокольня, выполненная в том же стиле. В селе существует интересная легенда о том, что в начале Первой мировой войны крестьяне сняли с колокольни колокола и закопали их на церковном дворе, но даже до сих пор они не найдены, поэтому в старой колокольни давно уже красуются другие колокола. Этот храм крестьян дорогой еще и тем, что здесь около 20 лет назад настоятелем был уже покойный отец В. Вороновский.
Описана в истории села также судьба фигуры Матери Божьей из монастыря. По словам старейших жителей, эта статуя представляла собой Матерь Божию, которая стоит на земном шаре и одной ногой прижимает голову змея. После ликвидации монастыря крестьяне поставили ее у въезда в село, где она стояла до 1914 года на четырехметровом столбе, и столб был уничтожен австрийской армией. Опять уже отреставрирована в Глинянах фигура вернулась на прежнее место только в 1935 году в построенную часовню. Но уже в 1940-х годах при расширении трассы часовню разрушили и след фигуры исчез. Современная часовня с аналогом статуи построена в 1991 году. Автором нового произведения стал Б. М. Лютий.

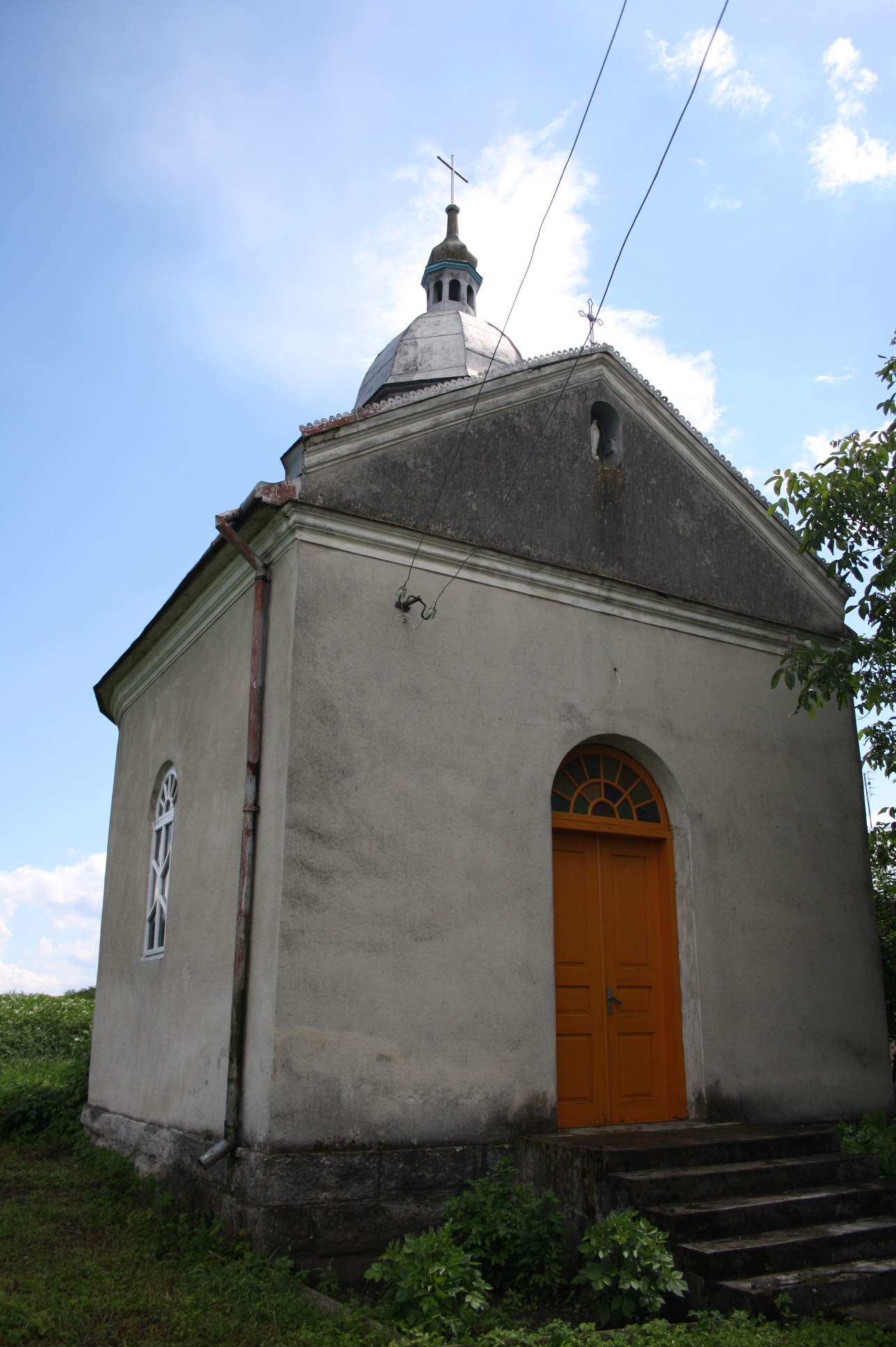
Часовня св. Николая

В части села «Двориска» находится греко-католическая часовня Перенесение мощей святого Николая Мирликийского, построенная в 1913 году. По преданию богатый местный хозяин выделял определенную сумму денег на строительство в этой части села отдельной церкви, но этих денег было недостаточно. Для этого после отказа людей в помощи, он построил такую часовню, на которую ему хватило своих сбережений. По другим рассказам он выделил под строительство часовни место, где погиб кто-то из его родных.

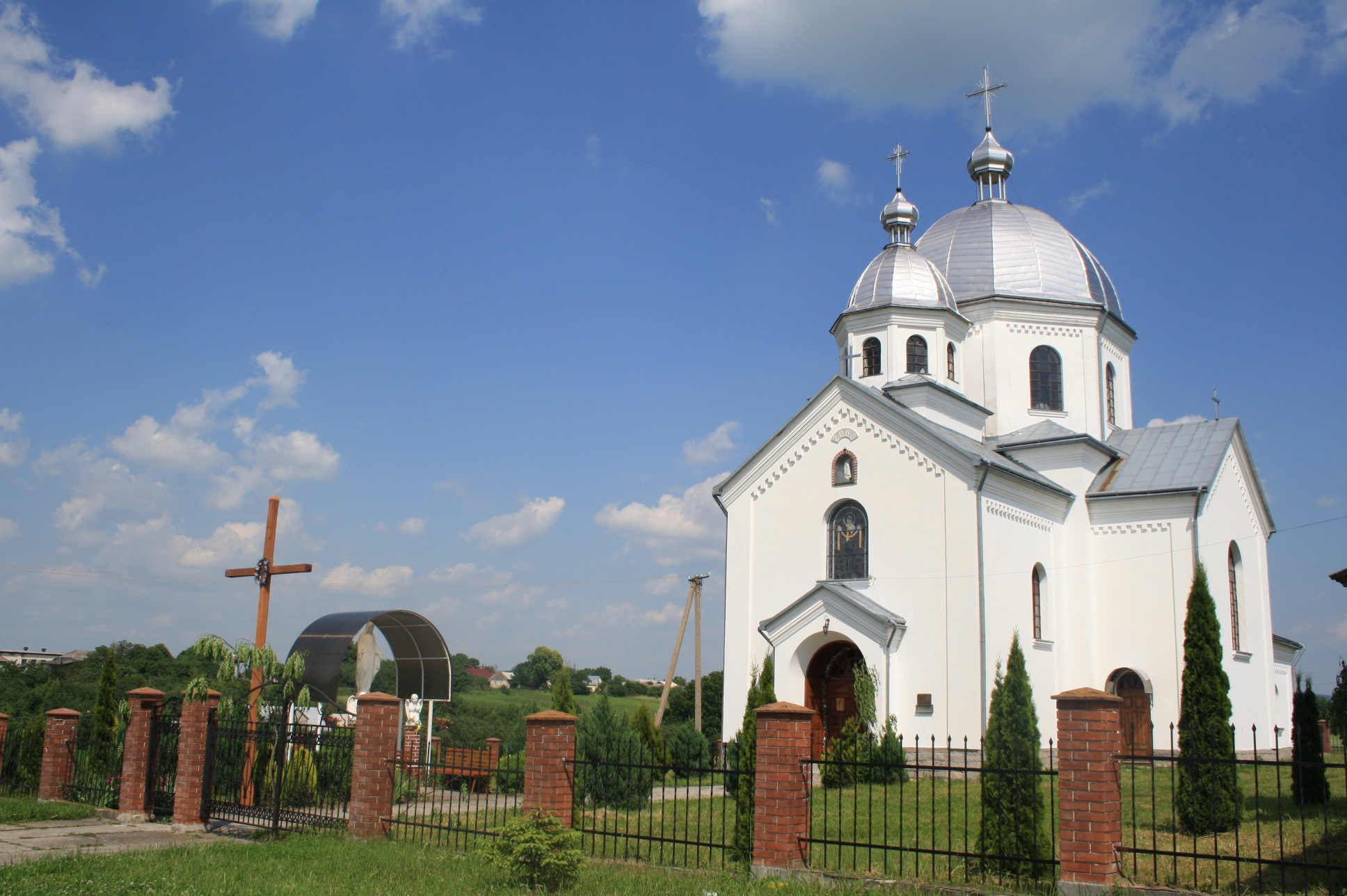
Новая Покровская церковь

В юбилейном 2000 году с Рождества Христова был заложен камень для построения новой УГКЦ Покрова Пресвятой Богородицы. И уже в 2003 году в селе возвеличилась новая святыня, которую местный священник о. Игорь Милянич освятил 2 ноября 2004.
Также с 2000 года православная община села начала восстанавливать костёл, в котором во времена СССР были разные склады.

## Развитие культуры села в 20-30-х годах XX века
Во времена Австро-Венгерской империи в селе было основано общество «Просвита», был церковный хор и магазин. С восстановлением села после сожжения отступающими русскими войсками во времени Первой мировой войны начали возрождаться и культурные общества. К тому времени село делилось на 3 части: Двориска, Подгайчики (на горе) и Унтервальден (немецкая колония). Согласно такому делению и развитие культуры во всех частях села проходило порознь. В 1920-х годах построены две читальни «Просвиты» — одна в Дворисках, а другая — на горе. В этих читальнях проводились драматические спектакли и концерты.
К построению читален местами для проведения культурных мероприятий служили дом Яремчишина Михаила Михайловича, двор его брата Ивана и сарай Дзядив Николая Григорьевича. Первый театральный спектакль был поставлен перед публикой в сарае Домерецкого Романа: один из зарубей служил сценой, а на другом вместе с током, на котором молотили зерно, размещались места для зрителей. Первая изба-читальня была у Филиппа Вригы. У этом доме происходили и репетиции любительского театра, режиссёром которого был Стефан Васильевич Яремко.
Прежде чем поставить спектакль на сцене нужно было внести заявление на согласование в уездные власти и предоставить им копии сценариев. На торжествах мог присутствовать жандарм. Был случай, когда на показе спектакля актер добавил к реплике то, чего не было в сценарии. После этого случая голову «Просвиты» и его заместителя оштрафовали.
Фундамент на дом «Просвиты» вместе с читальней и сценой в Дворисках был заложен в 1924 году на площади, где находится школа. Но польское Перемышлянское староство запретило строение на этом месте, мотивируя отказ тем, что там должна строиться школа. Впоследствии так и произошло. А дом «Просвиты» позволил строить в конце своего огорода, недалеко от прежнего места Повх Иван Антонович. В 1925 году был заложен фундамент нового дома, того же года был возведен кирпичные филярий, а остальные стены построены из глиняных и соломенных боханцев. Покрыли дом бляхой, на приобретение которой брали кредит в Перемышлянского еврея. Еженедельно по домам ходил кассир «Просвиты» Цимбала Петр Иванович, который собирал добровольные пожертвования на строительство читальни.
При доме общества «Просвита» в Дворисках буди следующие общества и объединения: «Сельский хозяин», «Родная школа», «Сокол», «Возрождение», при «Просвите» в Подгайчиках действовали общества «Луг» и «Пласт». В обоих «Просветах» были библиотеки, драматические кружки, проводились спортивные игры, забавы, в день святого Николая дети на концерте получали подарки.
Начиная с 1930 в Дворисках при читальне проводились фестивали, на которых молодёжь из всех соседних сел демонстрировала различные свои умения: ребята — различные силовые упражнения, упражнения с топориками, девушки в свою очередь — танцы и пение. На праздники приглашали людей из соседних сел: Якторова, Лагодова, Куровичей, Погорелец. На фестинах ставили еловый столб, хорошо очищенный от коры и измазанный маслом. На верху столба обязательно должен был быть сине-желтый флаг. К перекладине, которая тоже крепилась к верху столба, привязывали бутылку водки, закуску и пару ботинок. Каждый, кто достигал цели, мог снять только одну вещь. Лазили на столп, пока не стиралось масло, а последнему, кто всё же достигал цели, доставался приз.
Культурной работой в селе руководили местные студенты Трач Андрей Андреевич, Трач Василий Петрович, Трач Агафья, Яремчишин Стефания Ивановна, Владимир и Роман Лунь, Трач Мария Андреевна, Хащевский Андрей и другие.
При читальнях были магазины-кооперативы, в которых располагались пункты приёма молока. Здесь же в магазинах молоко отделяли от сметаны на центрифугах и отправляли всё на Глинянский маслозавод.
До 1939 года довголиним головой «Просвиты» в Дворисках был Дзядив Николай Григорьевич, его заместителем и руководителем «Родной школы» — Яремчишин Михаил Васильевич. Главы всех вышеупомянутых обществ работали бесплатно, все члены платили обязательные членские внеснния в размере 10-20 грош, члены «Сельского хозяина» — 50 грош (К сравнению! На то время центнер пшеницы стоил 18 злотых (1 злотый — 100 грош)).
Читальни выписывали разные газеты и журналы, в библиотеках среди книг были «Трилогия» Мазепы, «История Украины» Грушевского и другие. В селе работал отдел кредитного общества «Днистер», представителем которого был в тот период Яремчишин Михаил Филиппович.
С приходом советской власти в 1939 году читальню в Двориськах закрыли, а помещение было оборудовано под магазин. Библиотеку перенесли в читальню в Подгайчики (на гору), там на месте «Просветы» создали клуб, заведующим которого стал Яремчишин Михаил Васильевич. В клубе также организововались представления и концерты.
С приходом немцев в село 1 июля 1941 культурная жизнь фактически прекратилась на целых три года, пока 27 июля 1944 года в село снова не вошли воины Красной армии.
Украинскую символику активно использовали на одежде, на зданиях «Просвиты», на сценах и в библиотеках. В селе были многочисленные сторонники ОУН, а впоследствии и УПА.